# Liste des maires de Concarneau
La liste des maires de Concarneau présente la liste des maires de la commune française de Concarneau, située dans le département du Finistère en région Bretagne.

## Liste des maires

### Entre 1800 et 1945
| Période                                  | Période           | Identité                                  | Étiquette        | Qualité                                                                          |
| ---------------------------------------- | ----------------- | ----------------------------------------- | ---------------- | -------------------------------------------------------------------------------- |
| Les données manquantes sont à compléter. |                   |                                           |                  |                                                                                  |
| 29 juin 1800                             |                   | Jean Louis Belot                          |                  |                                                                                  |
| 19 février 1801                          |                   | Bernard François Laporte                  |                  |                                                                                  |
| 9 novembre 1804                          | 4 mars 1807       | Gabriel Le Certen                         |                  |                                                                                  |
| 18 mars 1807                             | 18 novembre 1825  | Jean-Paul Bonnecarrère                    |                  | Armateur et négociant.                                                           |
| 19 janvier 1826                          | 12 août 1830      | Jean Le Gal                               |                  | Chevalier de la Légion d'honneur. Propriétaire.                                  |
| 27 août 1830                             | 19 octobre 1852   | Raymond Vincent Le Guillou-Penanros       |                  | Notaire et négociant.                                                            |
| 25 octobre 1852                          |                   | Pélage Desgardins                         |                  | Adjoint faisant fonction de maire.                                               |
| 19 septembre 1853                        |                   | Barthélémy Lamy                           |                  | Conseiller municipal faisant fonction de maire.                                  |
| 16 mai 1854                              |                   | Louis Le Marie                            |                  | Conseiller municipal faisant fonction de maire.                                  |
| 17 août 1855                             |                   | Jean Guillaume Thalamot                   |                  | Conseiller municipal faisant fonction de maire.                                  |
| 29 août 1855                             | 20 janvier 1862   | Gustave Le Guillou-Penanros               |                  | Notaire. Neveu de Raymond Vincent Le Guillou-Penanros, maire entre 1830 et 1852. |
| 21 janvier 1862                          |                   | Auguste Laporte                           |                  | Maire par interim                                                                |
| 12 mars 1862                             |                   | Théodore Le Guiguignat                    |                  | Boulanger. Propriétaire.                                                         |
| 10 mai 1862                              |                   | Jules Touret                              |                  |                                                                                  |
| 1er juillet 1862                         | 29 août 1865      | Théodore Le Guiguignat                    |                  | Déjà maire par intérim précédemment.                                             |
| 30 août 1865                             | 3 mars 1878       | Jean Gabriel Le Marchadour                |                  | Notaire.                                                                         |
| 4 mars 1878                              |                   | Yves Le Crane                             |                  |                                                                                  |
| 7 décembre 1878                          |                   | Étienne Guillou                           |                  | Maire par intérim.                                                               |
| 1881                                     | 1900              | Louis Pierre Roulland                     | Républicain      | Usinier. Dirigeant d'une conserverie.                                            |
| 20 mai 1900                              | 20 septembre 1902 | Louis-Marie-Samuel Billette de Villeroche |                  | Suspendu en septembre 1902 pour s'être opposé aux expulsions de religieuses.     |
| 19 octobre 1902                          | octobre 1903      | Claude Morel                              |                  |                                                                                  |
| octobre 1903                             | 1910              | Louis-Marie-Samuel Billette de Villeroche | Monarchiste      | Usinier                                                                          |
| février 1911                             | mai 1912          | Sébastien Segalen                         | SFIO             |                                                                                  |
| mai 1912                                 | août 1918         | François Campion                          | SFIO             | Menuisier.                                                                       |
| août 1918                                | décembre 1919     | Alphonse Duot                             | PC               | Marin-pêcheur                                                                    |
| décembre 1919                            | mai 1929          | Jacques Toiray                            | URD              |                                                                                  |
| mai 1935                                 | octobre 1939      | Pierre Guéguin                            | PCF              | Professeur de mathématiques                                                      |
| octobre 1939                             | mai 1941          | François Scalart (Président)              |                  | Receveur de l'enregistrement                                                     |
| mai 1941                                 | février 1942      | Hervé Nader                               | URD              |                                                                                  |
| février 1942                             | août 1944         | Yves Auber                                | Nommé par Pétain |                                                                                  |
| septembre 1944                           | mai 1945          | Alphonse Duot                             | PCF              |                                                                                  |

### Depuis 1945
Depuis l'après-guerre, huit maires se sont succédé à la tête de la commune.
| Période         | Période         | Identité                      | Étiquette         | Qualité |
| --------------- | --------------- | ----------------------------- | ----------------- | --- |
| 18 mai 1945     | 26 octobre 1947 | Robert Jan (1908-1987)        | PCF               | Officier mécanicien de la Marine marchande, ancien résistant Conseiller général de Concarneau (1945 → 1949)                                                                      |
| 26 octobre 1947 | 22 janvier 1948 | Alain Le Dervouët             | SFIO              | Instituteur, surveillant général au collège Démissionnaire |
| 22 janvier 1948 | 28 mars 1971    | Charles Linement (1905-1986)  | SFIO puis FGDS-PS | Trésorier puis directeur de la Caisse d'épargne de Concarneau Conseiller général de Concarneau (1967 → 1973)                                                                     |
| 28 mars 1971    | 27 mars 1977    | Yves Couchouron               | UDR puis RPR      | Proviseur de lycée |
| 27 mars 1977    | 14 février 1980 | Robert Jan (1908-1987)        | PCF               | Officier mécanicien de la Marine marchande Conseiller général de Concarneau (1945 → 1949 et 1973 → 1979) Démissionnaire                                                          |
| 29 février 1980 | 14 mars 1983    | Joseph Argouarc'h (1915-1997) | PCF               | Ancien secrétaire général de mairie, ancien résistant Premier adjoint (1977 → 1980)                                                                                              |
| 14 mars 1983    | 22 mars 2008    | Gilbert Le Bris               | PS                | Commerçant Député du Finistère (8e circ.) (1981 → 1983, 1988 → 1993 et 1997 → 2017) Conseiller régional de Bretagne (1986 → 1988) Conseiller général de Concarneau (1979 → 1992) |
| 22 mars 2008    | 4 juillet 2020  | André Fidelin                 | UMP → LR          | Agent d'assurances retraité Président de Concarneau Cornouaille Agglomération (2014 → 2020)                                                                                      |
| 4 juillet 2020  | En cours        | Marc Bigot                    | DVD               | Permanent au comité départemental des pêches 1er vice-président de CCA (2020 → )                                                                                                 |

## Conseil municipal actuel
Les 33 sièges composant le conseil municipal ont été pourvus le 28 juin 2020 à l'issue du second tour. Actuellement, il est réparti comme suit :
| 1re                        | Annick Martin       | Vie économique et affaires maritimes                                                                                    |  |  |  |  |  |  |
| 2e                         | Thierry Le Corre    | Cadre de vie, aménagements et travaux                                                                                   |  |  |  |  |  |  |
| 3e                         | Fabienne Le Calvez  | Solidarité et logement                                                                                                  |  |  |  |  |  |  |
| 4e                         | François Besombes   | Développement durable, environnement, transition et mobilité                                                            |  |  |  |  |  |  |
| 5e                         | Monique Capitaine   | Stratégie financière |  |  |  |  |  |  |
| 6e                         | Éric Mallejacq      | Petite enfance, éducation, jeunesse, politique de la ville et sports                                                    |  |  |  |  |  |  |
| 7e                         | Marguerite Baqué    | Citoyenneté, vie locale et état-civil                                                                                   |  |  |  |  |  |  |
| 8e                         | Philippe Hennion    | Ressources humaines |  |  |  |  |  |  |
| 9e                         | Ludivine Cruau      | Promotion de la langue, de la culture bretonne et des savoirs faire et traditions locales                               |  |  |  |  |  |  |
|                            |                     | |  |  |  |  |  |  |
|                            | Alain Echivard      | Conseiller municipal délégué à la culture et à la vie associative, adjoint spécial de Beuzec                            |  |  |  |  |  |  |
|                            | Yann Allot          | Conseiller municipal délégué à la sécurité                                                                              |  |  |  |  |  |  |
|                            | Patrick Hémon       | Conseiller municipal délégué aux sports                                                                                 |  |  |  |  |  |  |
|                            | Quentin Le Gaillard | Conseiller municipal délégué aux instances démocratiques, aux relations citoyennes, à la jeunesse et à la communication |  |  |  |  |  |  |
|                            | Valérie Guillou     | Adjointe spéciale de Lanriec                                                                                            |  |  |  |  |  |  |
| * Conseiller communautaire |                     | |  |  |  |  |  |  |

## Résultats des élections municipales

### Élection municipale de 2020
| Tête de liste                   | Tête de liste            | Liste                    | Premier tour | Premier tour | Second tour | Second tour | Sièges | Sièges |
| Tête de liste                   | Tête de liste            | Liste                    | Voix         | %            | Voix        | %           | CM     | CC     |
| ------------------------------- | ------------------------ | ------------------------ | ------------ | ------------ | ----------- | ----------- | ------ | ------ |
|                                 | Marc Bigot *             | DVD-LR                   | 2 693        | 39,49        | 3 125       | 44,55       | 24     | 13     |
| Mon parti c'est Concarneau      |                          |                          | 2 693        | 39,49        | 3 125       | 44,55       | 24     | 13     |
|                                 | Élisabeth Janvier        | EÉLV-PCF-PS-G.s          | 2 038        | 29,89        | 2 420       | 34,50       | 6      | 3      |
| Concarneau solidaire et durable |                          |                          | 2 038        | 29,89        | 2 420       | 34,50       | 6      | 3      |
|                                 | Antony Le Bras           | LREM                     | 1 627        | 23,86        | 1 469       | 20,94       | 3      | 2      |
| Concarneau avec vous            |                          |                          | 1 627        | 23,86        | 1 469       | 20,94       | 3      | 2      |
|                                 | Christian Perez          | RN                       | 460          | 6,74         |             |             |        |        |
| Concarneau ville d’avenir !     |                          |                          | 460          | 6,74         |             |             |        |        |
|                                 |                          |                          |              |              |             |             |        |        |
| Votes exprimés                  | Votes exprimés           | Votes exprimés           | 6 818        | 97,29        | 7 014       | 97,81       |        |        |
| Votes blancs                    | Votes blancs             | Votes blancs             | 77           | 1,10         | 69          | 0,96        |        |        |
| Votes nuls                      | Votes nuls               | Votes nuls               | 113          | 1,61         | 88          | 1,23        |        |        |
| Total                           | Total                    | Total                    | 7 008        | 100          | 7 171       | 100         | 33     | 18     |
| Abstention                      | Abstention               | Abstention               | 10 641       | 60,29        | 10 480      | 59,37       |        |        |
| Inscrits / participation        | Inscrits / participation | Inscrits / participation | 17 649       | 39,71        | 17 651      | 39,74       |        |        |
| * Liste du maire sortant        |                          |                          |              |              |             |             |        |        |

### Élection municipale de 2014
| Tête de liste                    | Tête de liste     | Liste              | Premier tour | Premier tour | Second tour | Second tour | Sièges | Sièges |
| Tête de liste                    | Tête de liste     | Liste              | Voix         | %            | Voix        | %           | CM     | CC     |
| -------------------------------- | ----------------- | ------------------ | ------------ | ------------ | ----------- | ----------- | ------ | ------ |
|                                  | André Fidelin *   | UMP-UDI            | 4 543        | 47,62        | 5 593       | 55,79       | 26     | 12     |
| Plus loin ensemble !             |                   |                    | 4 543        | 47,62        | 5 593       | 55,79       | 26     | 12     |
|                                  | Gaël Le Meur      | PS                 | 2 723        | 28,54        | 4 431       | 44,20       | 7      | 3      |
| Concarneau, une nouvelle énergie |                   |                    | 2 723        | 28,54        | 4 431       | 44,20       | 7      | 3      |
|                                  | Claude Drouglazet | EXG                | 1 439        | 15,08        |             |             |        |        |
| Concarneau, un élan solidaire    |                   |                    | 1 439        | 15,08        |             |             |        |        |
|                                  | Stéphane Le Floch | EELV (sout. MoDem) | 835          | 8,75         |             |             |        |        |
| Autres regards                   |                   |                    | 835          | 8,75         |             |             |        |        |
|                                  |                   |                    |              |              |             |             |        |        |
| Inscrits                         | Inscrits          | Inscrits           | 16 933       | 100,00       | 16 933      | 100,00      |        |        |
| Abstentions                      | Abstentions       | Abstentions        | 7 028        | 41,50        | 6 532       | 38,58       |        |        |
| Votants                          | Votants           | Votants            | 9 905        | 58,50        | 10 401      | 61,42       |        |        |
| Blancs et nuls                   | Blancs et nuls    | Blancs et nuls     | 365          | 3,69         | 377         | 3,62        |        |        |
| Exprimés                         | Exprimés          | Exprimés           | 9 540        | 96,31        | 10 024      | 96,38       |        |        |
| * Liste du maire sortant         |                   |                    |              |              |             |             |        |        |

### Élection municipale de 2008
| Tête de liste                                        | Tête de liste      | Liste             | Premier tour | Premier tour | Second tour | Second tour | Sièges | Sièges |
| Tête de liste                                        | Tête de liste      | Liste             | Voix         | %            | Voix        | %           | CM     |        |
| ---------------------------------------------------- | ------------------ | ----------------- | ------------ | ------------ | ----------- | ----------- | ------ | ------ |
|                                                      | André Fidelin      | UMP-DVD           | 3 740        | 37,82        | 4 919       | 46,66       | 24     |        |
| Rassemblés pour agir                                 |                    |                   | 3 740        | 37,82        | 4 919       | 46,66       | 24     |        |
|                                                      | Jean-Paul Le Roux  | PS-LV-Centr.      | 3 728        | 37,70        | 4 342       | 41,19       | 7      |        |
| Concarneau, une ambition à partager                  |                    |                   | 3 728        | 37,70        | 4 342       | 41,19       | 7      |        |
|                                                      | Philippe Laporte   | Les Verts         | 1 252        | 12,66        | 4 342       | 41,19       | 7      |        |
| Les Verts, la gauche au présent                      |                    |                   | 1 252        | 12,66        | 4 342       | 41,19       | 7      |        |
|                                                      | Dominique Diéterlé | EXG (Antilibéral) | 1 169        | 11,82        | 1 281       | 12,15       | 2      |        |
| Une autre logique pour Concarneau : à bâbord toute ! |                    |                   | 1 169        | 11,82        | 1 281       | 12,15       | 2      |        |
|                                                      |                    |                   |              |              |             |             |        |        |
| Inscrits                                             | Inscrits           | Inscrits          | 16 218       | 100,00       | 16 218      | 100,00      |        |        |
| Abstentions                                          | Abstentions        | Abstentions       | 6 023        | 37,14        | 5 398       | 33,28       |        |        |
| Votants                                              | Votants            | Votants           | 10 195       | 62,86        | 10 820      | 66,72       |        |        |
| Blancs ou nuls                                       | Blancs ou nuls     | Blancs ou nuls    | 306          | 3,00         | 278         | 2,57        |        |        |
| Exprimés                                             | Exprimés           | Exprimés          | 9 889        | 97,00        | 10 542      | 97,43       |        |        |

### Élection municipale de 2001
| Tête de liste                                  | Tête de liste           | Liste          | Premier tour | Premier tour | Second tour | Second tour | Sièges | Sièges |
| Tête de liste                                  | Tête de liste           | Liste          | Voix         | %            | Voix        | %           | CM     |        |
| ---------------------------------------------- | ----------------------- | -------------- | ------------ | ------------ | ----------- | ----------- | ------ | ------ |
|                                                | Gilbert Le Bris *       | PS-PCF         | 3 139        | 37,66        | 3 686       | 40,63       | 24     |        |
| Concarneau action                              |                         |                | 3 139        | 37,66        | 3 686       | 40,63       | 24     |        |
|                                                | Catherine Tanguy-Gallen | UDF            | 2 408        | 28,89        | 2 823       | 31,12       | 5      |        |
| Concarneau en marche                           |                         |                | 2 408        | 28,89        | 2 823       | 31,12       | 5      |        |
|                                                | Paul Morvan             | Les Verts      | 1 448        | 17,37        | 1 689       | 18,62       | 3      |        |
| Les Verts : l'avenir à gauche                  |                         |                | 1 448        | 17,37        | 1 689       | 18,62       | 3      |        |
|                                                | Gérard Sciberras        | DVG            | 1 339        | 16,07        | 873         | 9,62        | 1      |        |
| Concarneau autrement - Rassembler pour changer |                         |                | 1 339        | 16,07        | 873         | 9,62        | 1      |        |
|                                                |                         |                |              |              |             |             |        |        |
| Inscrits                                       | Inscrits                | Inscrits       | 15 016       | 100,00       | 15 016      | 100,00      |        |        |
| Abstentions                                    | Abstentions             | Abstentions    | 6 226        | 41,46        | 5 686       | 37,87       |        |        |
| Votants                                        | Votants                 | Votants        | 8 790        | 58,54        | 9 330       | 62,13       |        |        |
| Blancs ou nuls                                 | Blancs ou nuls          | Blancs ou nuls | 456          | 5,19         | 259         | 2,78        |        |        |
| Exprimés                                       | Exprimés                | Exprimés       | 8 334        | 94,81        | 9 071       | 97,22       |        |        |
| * Liste du maire sortant                       |                         |                |              |              |             |             |        |        |

### Élection municipale de 1995
| Tête de liste                                              | Tête de liste       | Liste               | Premier tour | Premier tour | Second tour | Second tour | Sièges  | Sièges |
| Tête de liste                                              | Tête de liste       | Liste               | Voix         | %            | Voix        | %           | CM      |        |
| ---------------------------------------------------------- | ------------------- | ------------------- | ------------ | ------------ | ----------- | ----------- | ------- | ------ |
|                                                            | Gilbert Le Bris *   | PS-Radical          | 3 339        | 36,89        | 4 830       | 56,65       | 26      |        |
| Concarneau passion                                         |                     |                     | 3 339        | 36,89        | 4 830       | 56,65       | 26      |        |
|                                                            | Yves Quiniou        | UDF-CDS             | 1 691        | 18,68        | 2 209       | 25,91       | 4       |        |
| Concarneau ville d'avenir                                  |                     |                     | 1 691        | 18,68        | 2 209       | 25,91       | 4       |        |
|                                                            | Yvon Quéroué        | DVG (Gauche prog.)  | 1 568        | 17,32        | Retrait     | Retrait     | Retrait |        |
| Concarneau 2001                                            |                     |                     | 1 568        | 17,32        | Retrait     | Retrait     | Retrait |        |
|                                                            | François Colin      | DVD (UDF-CDS diss.) | 1 249        | 13,80        | 1 487       | 17,44       | 3       |        |
| Agir pour Concarneau                                       |                     |                     | 1 249        | 13,80        | 1 487       | 17,44       | 3       |        |
|                                                            | Robert L'Helgouac'h | DVG (ex-PS)         | 646          | 7,14         |             |             |         |        |
| Concarneau, cité ouverte                                   |                     |                     | 646          | 7,14         |             |             |         |        |
|                                                            | Jeanne Le Caignec   | PCF                 | 558          | 6,17         |             |             |         |        |
| Rassemblement de gauche et de progrès avec les communistes |                     |                     | 558          | 6,17         |             |             |         |        |
|                                                            |                     |                     |              |              |             |             |         |        |
| Inscrits                                                   | Inscrits            | Inscrits            | 14 761       | 100,00       | 14 759      | 100,00      |         |        |
| Abstentions                                                | Abstentions         | Abstentions         | 5 335        | 36,14        | 5 705       | 38,65       |         |        |
| Votants                                                    | Votants             | Votants             | 9 426        | 63,86        | 9 054       | 61,35       |         |        |
| Blancs ou nuls                                             | Blancs ou nuls      | Blancs ou nuls      | 375          | 3,98         | 528         | 5,83        |         |        |
| Exprimés                                                   | Exprimés            | Exprimés            | 9 051        | 96,02        | 8 526       | 94,17       |         |        |
| * Liste du maire sortant                                   |                     |                     |              |              |             |             |         |        |

### Élection municipale de 1989
| Tête de liste                                                    | Tête de liste     | Liste          | Premier tour | Premier tour | Second tour | Second tour | Sièges | Sièges |
| Tête de liste                                                    | Tête de liste     | Liste          | Voix         | %            | Voix        | %           | CM     |        |
| ---------------------------------------------------------------- | ----------------- | -------------- | ------------ | ------------ | ----------- | ----------- | ------ | ------ |
|                                                                  | Gilbert Le Bris * | PS             | 3 908        | 42,03        | 5 506       | 63,43       | 27     |        |
| Concarneau espoir                                                |                   |                | 3 908        | 42,03        | 5 506       | 63,43       | 27     |        |
|                                                                  | Yvon Quéroué      | Rénov.PCF      | 1 633        | 17,56        | 5 506       | 63,43       | 27     |        |
| Liste d'union des forces démocratiques, progressistes et laïques |                   |                | 1 633        | 17,56        | 5 506       | 63,43       | 27     |        |
|                                                                  | Yves Quiniou      | CDS            | 1 738        | 18,69        | 2 067       | 23,81       | 4      |        |
| Concarneau dynamisme                                             |                   |                | 1 738        | 18,69        | 2 067       | 23,81       | 4      |        |
|                                                                  | Guy-René Leclercq | RPR-CNI-CPR    | 1 334        | 14,35        | 1 108       | 12,76       | 2      |        |
| Concarneau 89 : un nouvel élan                                   |                   |                | 1 334        | 14,35        | 1 108       | 12,76       | 2      |        |
|                                                                  | Jeanne Le Caignec | PCF            | 685          | 7,37         |             |             |        |        |
| Liste de rassemblement pour l'union de la gauche                 |                   |                | 685          | 7,37         |             |             |        |        |
|                                                                  |                   |                |              |              |             |             |        |        |
| Inscrits                                                         | Inscrits          | Inscrits       | 14 693       | 100,00       | 14 647      | 100,00      |        |        |
| Abstentions                                                      | Abstentions       | Abstentions    | 5 146        | 35,02        | 5 539       | 37,82       |        |        |
| Votants                                                          | Votants           | Votants        | 9 547        | 64,98        | 9 108       | 62,18       |        |        |
| Blancs et nuls                                                   | Blancs et nuls    | Blancs et nuls | 249          | 1,69         | 427         | 2,91        |        |        |
| Exprimés                                                         | Exprimés          | Exprimés       | 9 298        | 63,28        | 8 681       | 59,27       |        |        |
| * Liste du maire sortant                                         |                   |                |              |              |             |             |        |        |

### Élection municipale de 1983
| Tête de liste                                                               | Tête de liste       | Liste        | Premier tour | Premier tour | Second tour | Second tour | Sièges | Sièges |
| Tête de liste                                                               | Tête de liste       | Liste        | Voix         | %            | Voix        | %           | CM     |        |
| --------------------------------------------------------------------------- | ------------------- | ------------ | ------------ | ------------ | ----------- | ----------- | ------ | ------ |
|                                                                             | René Kerlan         | DVD-RPR      | 4 035        | 37,96        | 4 727       | 44,55       | 7      |        |
| Liste d'union de l'opposition                                               |                     |              | 4 035        | 37,96        | 4 727       | 44,55       | 7      |        |
|                                                                             | Gilbert Le Bris     | PS           | 3 671        | 34,53        | 5 884       | 55,45       | 26     |        |
| Liste de gauche (1er tour) Concarneau espoir - Union de la gauche (2d tour) |                     |              | 3 671        | 34,53        | 5 884       | 55,45       | 26     |        |
|                                                                             | Joseph Argouarc'h * | PCF          | 2 237        | 21,04        | 5 884       | 55,45       | 26     |        |
| Liste d'union de la gauche                                                  |                     |              | 2 237        | 21,04        | 5 884       | 55,45       | 26     |        |
|                                                                             | Yves Rouger         | DVG (ex-UDB) | 687          | 6,46         |             |             |        |        |
| Liste d'union pour le développement économique et social de Concarneau      |                     |              | 687          | 6,46         |             |             |        |        |
|                                                                             |                     |              |              |              |             |             |        |        |
| Inscrits                                                                    | Inscrits            | Inscrits     | 14 073       | 100,00       | 14 070      | 100,00      |        |        |
| Abstentions                                                                 | Abstentions         | Abstentions  | 3 306        | 23,49        | 3 234       | 22,98       |        |        |
| Votants                                                                     | Votants             | Votants      | 10 767       | 76,51        | 10 836      | 77,01       |        |        |
| Nuls                                                                        | Nuls                | Nuls         | 137          | 0,97         | 225         | 1,60        |        |        |
| Exprimés                                                                    | Exprimés            | Exprimés     | 10 630       | 75,53        | 10 611      | 75,41       |        |        |
| * Liste du maire sortant                                                    |                     |              |              |              |             |             |        |        |